# Pseudochazara mamurra
Pseudochazara mamurra är en fjärilsart som beskrevs av Herrich-Schäffer 1852. Pseudochazara mamurra ingår i släktet Pseudochazara och familjen praktfjärilar. Inga underarter finns listade i Catalogue of Life.